# Aérodrome de Markala
L'aérodrome de Markala était un aérodrome desservant Markala au Mali, qui n'est plus visible sur les photographies aériennes en 2024.